# Pete Johnson (político)
Patrick Hayes «Pete» Johnson Jr. (Alexandria, Luisiana, 12 de mayo de 1948-Clarksdale, Misisipi, 20 de enero de 2025) fue un político y abogado estadounidense que se desempeñó como Auditor del Estado de Misisipi de 1988 a 1992. Originalmente demócrata, se unió al Partido Republicano en 1989, convirtiéndose así en el primer republicano en ocupar un cargo estatal en Misisipi desde la era de la Reconstrucción. Montó una campaña fallida para gobernador en 1991. Se desempeñó como copresidente federal de la Autoridad Regional del Delta de 2002 a 2011.

## Primeros años de vida
Patrick Hayes «Pete» Johnson Jr. nació el 12 de mayo de 1948 en Alexandria, Luisiana. Tanto su abuelo, Paul B. Johnson Sr., como su tío, Paul B. Johnson Jr., se desempeñaron como gobernadores de Misisipi. Se graduó de Murrah High School en Jackson, Misisipi, en 1966. Obtuvo una licenciatura en administración de empresas de la Universidad de Misisipi en 1971 y un doctorado en Jurisprudencia de la Escuela de Derecho de Jackson en 1974. Posteriormente, Johnson se incorporó al Banco de Clarksdale como vicepresidente sénior y también se desempeñó como presidente de la Sección de Jóvenes Banqueros de la Asociación de Banqueros de Misisipi. Luego formó una empresa de planificación financiera. Se casó con Margaret Birdsong y tuvo dos hijas con ella. Mientras trabajaba como conductor de ambulancia en la década de 1960, contrajo hepatitis C, por lo que fue diagnosticado formalmente en 1987.

## Carrera política

### Actividades tempranas y mandato como auditor estatal
Johnson fue inicialmente miembro del Partido Demócrata. Se postuló dos veces para representar el 2.º distrito congresional de Misisipi en la Cámara de Representantes de los Estados Unidos, en 1982 y 1986, perdiendo en ambas instancias en las primarias demócratas ante Robert G. Clark Jr. y Mike Espy, respectivamente. En 1984, el gobernador William Allain lo nombró presidente del Consejo de Mercadotecnia de Misisipi. El 28 de mayo de 1987 declaró su candidatura para el cargo de Auditor del Estado. Aseguró la nominación demócrata después de derrotar a Al Gary en una segunda vuelta primaria a fines de agosto y derrotó al concejal republicano Danny Ware en las elecciones generales de noviembre.
El auditor titular Ray Mabus fue elegido gobernador en la misma elección. Durante su mandato, Mabus colaboró con el FBI en una investigación de corrupción en los gobiernos de los condados de Misisipi, conocida como Operación Pretense, e impulsó varias reformas para reducir la mala conducta oficial. Antes de asumir el cargo, Johnson nombró un Comité de Reforma del Gobierno del Condado. Asumió el cargo de auditor el 7 de enero de 1988. Al principio de su mandato, continuó con los esfuerzos anticorrupción de su predecesor, advirtiendo a las juntas de supervisores de los condados sobre el mal uso de los recursos y amenazando con recuperar los fondos malgastados, aunque a principios de mayo había anunciado que esperaría a que los problemas legales pendientes relacionados con los estándares de compra se resolvieran antes de buscar más recuperaciones.
El comité de reforma de Johnson compiló un informe que sugiere problemas estructurales con el sistema de ronda del gobierno de condado y aconseja a los condados que hagan la transición a una forma de gobierno unitaria. Mientras que Mabus presionó por la legislación de la unidad estatal que exigiría que la construcción de carreteras del condado se considerara de manera unificada y profesional, Johnson hizo un llamamiento a los supervisores del condado para que se comprometieran voluntariamente con la gestión centralizada de la construcción de carreteras. Los dos hombres entraron en una disputa cuando Johnson publicó un informe que predecía que cambiar a formas de gobierno unitarias sería costoso para los condados; Mabus lo acusó de inflar las proyecciones. Se llevó a cabo un referéndum en noviembre de 1988 que llevó a varios condados a votar para cambiar a sistemas de unidades. La oficina del auditor se encargó de supervisar la transición y Johnson amenazó con cortar los fondos del condado de Tallahatchie para garantizar el cumplimiento de sus supervisores.

### Cambio de partido y campaña para gobernador
A principios de 1989, Johnson anunció que se uniría al Partido Republicano, convirtiéndolo así en el primer republicano en ocupar un cargo estatal en Misisipi desde la era de la Reconstrucción. Más tarde atribuyó su decisión de cambiar a la elección del republicano moderado George H. W. Bush a la presidencia, así como al estímulo del senador estadounidense Thad Cochran. Fue invitado junto con otros miembros del partido a visitar a Bush en la Casa Blanca en mayo. En 1991 declaró su candidatura a gobernador y disputó la nominación republicana. Como el Partido Republicano carecía de candidatos disponibles, ningún republicano fue nominado para competir por el cargo de auditor en las elecciones generales. Johnson fue visto como el primer favorito para ganar la nominación a gobernador y, por lo tanto, la mayoría de los anuncios de televisión que emitió al principio de la campaña se centraron en Mabus en lugar de su principal oposición. En las primarias republicanas se enfrentó a Kirk Fordice, un contratista conservador que había estado activo en la política republicana desde la década de 1960, y Bobby Clanton, un activista conservador social. Fordice caracterizó a Johnson como un «político profesional». Johnson luchó físicamente durante toda la campaña a medida que los síntomas de su aflicción de hepatitis C, que mantuvo en secreto, se intensificaron. La carrera por la nominación republicana fue a una segunda vuelta el 8 de octubre. Fordice ganó con el 60,6 por ciento de los votos, mientras que Johnson solo obtuvo el 39,4 por ciento. Fordice pasó a derrotar a Mabus en las elecciones generales. Johnson reflexionó más tarde: «No estaba destinado a ser gobernador».

## Vida posterior
Después de que Johnson dejó el cargo, comenzó a trabajar en la oficina de Misisipi de la Farmers Home Administration, y abrió una práctica legal en Clarksdale. El presidente George H. W. Bush lo nombró director estatal de la Farmers Home Administration en julio de 1992. Ocupó el cargo hasta que Bill Clinton se convirtió en presidente en enero de 1993. Compró un antiguo motel en Flowood y comenzó a arrendarlo al Departamento de Correcciones del estado como una prisión de mujeres de mínima seguridad en mayo de 1994. Se sometió a un trasplante de hígado en 1996 para mejorar su aflicción de hepatitis C. En marzo de 2001, el presidente George W. Bush lo nombró primer copresidente federal de la Autoridad Regional del Delta. Confirmado por el Senado de los EE. UU. en septiembre, ocupó el cargo de 2002 a 2011.